# 火凤青年国乐团
火凤青年国乐团是一支活跃於美国旧金山湾区的艺术团体。乐团成立於2000年，为谢坦所创建，创始团员十三人，目前共百馀名团员及艺术家，其中多数是在美国生长的华裔青少年。
火凤国乐团建团纲领为：以诚为本、以信为源、以责为纲、以简为方、以怨为戒、以和为要。不断学习、不断进步，致力民族管弦音乐，在世界文化交流融合中发挥积极作用。
自成立以来，火凤乐团不仅培养出一批又一批的出色乐手，而且还创编了许多深受观众喜爱的优秀曲目。一部分新曲目融合了中国传统音乐与西方当代文化，反映了华裔社区在美国的进取力量。这些乐曲受到了各族裔观众、艺术机构、基金组织、以及政府部门的高度评价。硅谷艺术委员会称乐团为“一方瑰宝”；美国国家艺术基金会赞乐团为全美最成功的中国音乐教育团体。火凤连续数年获得市、州、及联邦政府的嘉奖。美国KQED、KICU、KTSF，及中国中央电视台、香港凤凰卫视等电视台都对乐团进行过专题采访及新闻报导。
应中国文化部邀请，火凤青年国乐团於2004年访华，与中央音乐学院、四川音乐学院、和上海音乐学院分别举行了《溯源之旅音乐会》。火凤是第一支从西方国家访华的国乐团，其交流活动具有深远的历史文化意义。
於2013竹塹國樂節受邀來台演出。

## 外部連結
- 火凤青年国乐团 （页面存档备份，存于）